# Náměstí Ala-Too
Náměstí Ala-Too (kyrgyzsky Ала-Тоо аянты, Ala-Too ayanty) je náměstí v centru Biškeku, hlavním městě Kyrgyzstánu. Bylo založeno v roce 1984, a od té doby je stále důležitým jevištěm politických konfliktů v Kyrgyzské republice. Pojmenováno je podle kyrgyzského pohoří Ala-Too (česky Pestré hory).

## Dějiny
Náměstí vzniklo v roce 1984 u příležitosti oslav výročí 60. výročí vzniku Kyrgyzské SSR, a byla zde postavena Leninova socha o váze 18 tun. Při inauguraci dostalo název Leninovo náměstí, po vyhlášení nezávislosti Kyrgyzstánu 1991 bylo přejmenováno na náměstí Ala-Too. V roce 2003 ustoupila Leninova socha Soše svobody (Erkindik). Ta však vyjadřovala jen malý kousek dějin země, takže v roce 2011 na oslavu 20 let nezávislosti Kyrgyzstánu byla odhalena jezdecká socha mytického Manase s odkazem na dřívější historii země. Bronzová socha v nadživotní velikosti (o výšce 17 metrů) s mečem v ruce stojí na podstavci z červené leštěné žuly. Socha je uprostřed náměstí a je ohraničena čtvercovými záhony. 
Dne 24. března 2005 se po nepokojích po celé zemi konala na náměstí Ala-Too největší demonstrace Tulipánové revoluce proti tehdejší vládě prezidenta Askara Akajeva s 15 tisíci demonstranty. Střety s vládními silami si vyžádaly dvě lidské oběti a více než sto lidí bylo zraněno. Po krátkodobém vytlačení demonstrantů z náměstí se protestující vrátili a následně zaútočili na úřad prezidenta v Bílém domě. Akajev musel uprchnout ze země, azyl bývalému prezidentovi udělilo v Rusko.
V roce 2008 se na náměstí konala pamětní bohoslužba za kyrgyzského spisovatele Čingize Ajtmatova, který v tomto roce zemřel, a v roce 2011 byla na jeho počest na náměstí postavena další socha. 
Náměstí Ala-Too bylo v následujících letech opakovaně dějištěm protestů proti kyrgyzské vládě a demonstrace vedly ke změně vlády v Kyrgyzstánu roce 2010. V důsledku demonstrací byl svržen prezident Kurmanbek Bakijev, který se dostal k moci v roce 2005 po Tulipánové revoluci. V únoru 2017 opět byly na náměstí demonstrace proti uvěznění Omurka Tekebajeva, který byl střídavě členem vlády i opozice.
V rámci protestů proti zatčení bývalého kyrgyzského prezidenta Atambajeva v noci 7. srpna 2019 se několik desítek demonstrantů shromáždilo na náměstí a požadovalo okamžitou rezignaci stávajícího prezidenta Sooronbaje Žeenbekova.

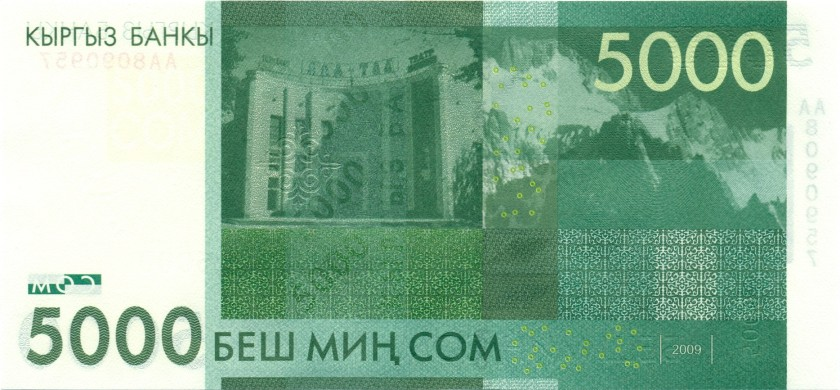
Bankovka o hodnotě 5 000 somů s náměstím Ala-Too

Náměstí Ala-Too je vyobrazeno v roce 2009 na čtvrté sérii kyrgyzských bankovek v hodnotě pět tisíc somů. 

## Poloha
Náměstí Ala-Too se nachází v centru Biškeku, Národní historické muzeum je na severním konci náměstí a vládní budovy jsou na jižní straně.